# Cephalotes oculatus
Cephalotes oculatus é uma espécie de inseto do gênero Cephalotes, pertencente à família Formicidae.